# Bovina (Misisipi)
Bovina es un lugar designado por el censo ubicado en el condado de Warren en el estado estadounidense de Misisipi. En el Censo de 2020 tenía una población de 516 habitantes y una densidad poblacional de 73,61 habitantes por km². Fue incluido como CDP en el censo de 2020. 

## Geografía
Bovina se encuentra ubicado en las coordenadas 32°20′56″N 90°44′45″O / 32.34889, -90.74583.Según la Oficina del Censo de los Estados Unidos,  tiene una superficie total de 7,01 km², de la cual 7,00 km² corresponden a tierra firme y 0,01 km² a agua.